# エジプトの交通
エジプトの交通は、カイロに集中しており、大部分はナイル川に沿った地域が中心である。国の鉄道網の本線もこの大河に沿って続いており、エジプト鉄道によって運営される。管理状態の悪い道路網が、急速に拡大し、21,000マイル以上のナイルバレー、ナイルデルタ、地中海や紅海の海岸、シナイ半島及び西部のオアシスをカバーしている。
国際線に加え、エジプト航空は、カイロをハブ空港に主な観光地へ国内線を就航させている。ナイル川システム（約1,600 km, 1,000 mi）やプリンシパル運河（1,600 km）は、重要な地方交通である。
スエズ運河は、国際的な貿易や航海において主要な水路であり、地中海と紅海を結んでいる。輸送省は、他の行政府と共に、エジプトの交通の責任を負っている。主な港には、地中海のアレクサンドリア、ポートサイド、ディムヤート、紅海のスエズ、サファガがある。
エジプトは、世界で最も1マイルあたりの交通事故発生件数が多い。道路標識は、ほとんど存在しない。カイロのほとんどの信号機は機能していないが、一部の交差点では、手の微妙な動きによって自動車を動かす警官によって整理されている。交通ルールは、気の短いドライバーによってよく無視される。自動車は、制限速度を上回り、一方通行を逆行することが多く行われている。歩行者は、自動車から絶えず身をかわしており、動物も道路上にいることがある。希に起こる冬の雨によって、路面は非常に滑りやすくなり、局所的な洪水を引き起こすことがある。
都市間道路は、一般に良い状態であるが、表面の表記がなく、動物が入り込み、ライトや反射板のない故障車は、特に日没後のハイウェイで遭遇することがあり、非常に危険である。
道路の一部、特にシナイ半島や国の南東部において、外国人は立ち入り禁止となっている。
人気の交通手段として、ボートがある。エジプトが道路網を拡張し、開発しているが、人々は未だに移動時にナイル川で旅行する。

## 道路
トランスアフリカ・ハイウェイ・ネットワークの2路線がカイロから出発している。また、アラブ・マシュレク・インターナショナル・ロード・ネットワークを通してアジアと多数のハイウェーで結ばれている。

## 鉄道

エジプト鉄道網
(interactive version)

エジプトの鉄道網は、世界で2番目に古く、アフリカ及び中東では最も古い。最初の路線は、アレクサンドリアとケーファー・エッサの間で、1854年に開通した。今日では、この鉄道は長さ約5,063 kmで、エジプト国鉄 (ENR) によって運営されている。ENRは、毎年約5億人の乗客と1200万トンの貨物を毎年運んでいる。主要な投資プログラムが、鉄道網の近代化と安全基準の改善のため、2007年に始まった。鉄道は、エジプトの交通で安全な手段である。
カイロ市には、カイロ地下鉄が走っており、トンネル国家公社が運行する。

## 水路
3,500 km（ナイル川、ナセル湖、アレクサンドリア-カイロ水路、デルタ内の数多くの小さな運河を含む）
スエズ運河は193.5 km（アプローチを含む）で、大洋航路船によって使用され、深さは19m（すぐに22mまで増加）。

## パイプライン
原油666 km、製油596 km、天然ガス460 km

## 港湾

### 地中海
- アレクサンドリア港 - 港湾公社
- ポートサイド港 - 港湾公社
- ディムヤート港 - 港湾公社
- マルサ・マトル（英語版）

### 紅海
- 紅海港湾公社
- スエズ港
- ペトロレウム・ドック・ポート
- Adabieh港
- スクナ港
- フルガダ港 - Al Ghardaqah
- サファガ（英語版） - Bur Safajah
- Noueibah港
- Al-Tour港
- シャルム・エル・シェイク港

### ナイル川
- アスワン
- アシュート

## 海運
180隻 (1,000GRT以上) 計1,348,148GRT (2,014,483DWT)

### 船種
- ばら積み貨物船: 25
- 貨物船: 63
- コンテナ船: 1
- LNGタンカー: 1
- 客船: 57
- 石油タンカー: 14
- RO-RO船: 16
- 短距離海洋客船: 3 (1999年推計)

## 空港
カイロ国際空港は、数多くの国際航空会社によって使用されており、これにはエジプトのエジプト航空も含まれる。2003年には、420万人の乗客が国内線・国際線の定期便を利用した。2004年時点で、エジプトには87の空港が存在した。2005年には、72の滑走路舗装済みの空港と、2つのヘリポートがある。

### 滑走路舗装済みの空港
- 計: 71
- 3,047以上: 12
- 2,438〜3,047 m: 36
- 1,524〜2,437 m: 16
- 914〜1,523 m: 3
- 914 m以下: 4 (1999年推計)

### 滑走路未舗装の空港
- 計: 19
- 2,438〜3,047 m: 2
- 1,524〜2,437 m: 2
- 914〜1,523 m: 6
- 914 m以下: 9

## ヘリポート
- 3 (2007年推計)

Cia.govからの情報